# Renealmia pyramidalis
Renealmia pyramidalis là một loài thực vật có hoa trong họ Gừng. Loài này được Carl Linnaeus miêu tả khoa học đầu tiên năm 1753 dưới danh pháp Alpinia racemosa. Năm 1783, Jean-Baptiste de Lamarck mô tả loài Amomum pyramidale với dẫn chiếu tới Alpinia racemosa. Năm 1850, Achille Richard chuyển nó sang chi Renealmia thành danh pháp R. racemosa, nhưng danh pháp này là không hợp lệ do nó đã được Eduard Friedrich Poeppig và Stephan Friedrich Ladislaus Endlicher sử dụng vào năm 1838 để chỉ một loài khác (Renealmia racemosa) có ở Bolivia và Peru (danh pháp trước đó là Amomum racemosum Ruiz & Pav., 1798).
Năm 1975, Paulus Johannes Maria Maas xác định lại danh pháp cho nó là Renealmia pyramidalis theo tên gọi hợp lệ thứ hai là Amomum pyramidale năm 1783 của Jean-Baptiste de Lamarck.

## Phân bố
Loài này có tại quần đảo Leeward và quần đảo Windward trong khu vực Tiểu Antilles. Du nhập vào Trinidad và Tobago.